# William Karlsson
Lars William Karlsson (* 8. ledna 1993) je švédský profesionální hokejový útočník hrající za tým Vegas Golden Knights v NHL. Byl draftován v druhém kole, jako 53 celkově týmem Anaheim Ducks v roce 2011.

## Hráčská kariéra
V letech 2011-12 skončil Karlsson na 12. místě v Allsvenskan v kanadském bodování s 45 body ve 46 zápasech a byl druhý ve svém týmu (Broc Little vedl ligu ). V tomto roce také měl svůj debut ve švédské hokejové lize v týmu HV71. Dne 20. května 2013 Karlson podepsal smlouvu s Anaheim Ducks nováčkovskou smlouvu na 3 roky. Na sezónu 2013-14 byl poslán zpět do HV71. Karlsson vstřelil svůj první a druhý gól v NHL dne 13. října 2014, proti Buffalo Sabres . Dne 2. března 2015 byl Karlsson vyměněn do Columbusu Blue Jackets spolu s Rene Bourque a druhým kolem draftu 2015 za Jamesa Wisniewského a za třetí kolo draftu 2015. Dne 21. června 2017 byl Karlsson dán Columbusem na rozšiřovací draft a vybralo si ho Vegas Golden Knights. 31. prosince 2017 dal Karlsson svůj první hattrick v kariéře proti Torontu Maple Leafs. Byl to také první hattrick v historii Vegas Golden Knights. 18. března 2018 zaznamenal svůj druhý hattrick. V sezóně 2022/2023 získal s Vegas Stanley Cup.

## Ocenění a úspěchy
- 2012 HAll. – Nejlepší junior
- 2012 HAll. – Nejlepší střelec mezi nováčcích
- 2012 HAll. – Nejlepší nahrávač mezi nováčcích
- 2012 HAll. – Nejproduktivnější nováček
- 2013 SEL – Nejlepší nahrávač mezi nováčcích
- 2013 SEL – Nováček roku
- 2018 NHL – Plus/Minus Award
- 2018 NHL – Lady Byng Memorial Trophy
- 2018 Viking Award
- 2018 Zlatý puk

## Prvenství
- Debut v NHL – 11. října 2014 (Detroit Red Wings proti Anaheim Ducks)
- První gól v NHL – 13. října 2014 (Buffalo Sabres proti Anaheim Ducks, českému brankáři Michalu Neuvirthovi)
- První asistence v NHL – 24. října 2014 (Anaheim Ducks proti Columbus Blue Jackets)
- První hattrick v NHL – 31. prosince 2017 (Vegas Golden Knights proti Toronto Maple Leafs)

## Klubová statistika
| Sezóna      | Klub                  | Soutěž      |     | Základní část | Základní část | Základní část | Základní část | Základní část |    | Play off | Play off | Play off | Play off | Play off |
| Sezóna      | Klub                  | Soutěž      | Z   | G             | A             | B             | TM            | Z             | G  | A        | B        | TM       |          |          |
| 2012–13     | HV71                  | SEL         | 50  | 4             | 24            | 28            | 12            | 5             | 0  | 2        | 2        | 0        |          |          |
| 2013–14     | HV71                  | SHL         | 55  | 15            | 22            | 37            | 14            | 8             | 3  | 4        | 7        | 8        |          |          |
| 2013–14     | Norfolk Admirals      | AHL         | 9   | 2             | 7             | 9             | 6             | 8             | 1  | 2        | 3        | 2        |          |          |
| 2014–15     | Anaheim Ducks         | NHL         | 18  | 2             | 1             | 3             | 2             | —             | —  | —        | —        | —        |          |          |
| 2014–15     | Norfolk Admirals      | AHL         | 35  | 7             | 14            | 21            | 2             | —             | —  | —        | —        | —        |          |          |
| 2014–15     | Springfield Falcons   | AHL         | 15  | 0             | 0             | 0             | 0             | —             | —  | —        | —        | —        |          |          |
| 2014–15     | Columbus Blue Jackets | NHL         | 3   | 1             | 1             | 2             | 0             | —             | —  | —        | —        | —        |          |          |
| 2015–16     | Columbus Blue Jackets | NHL         | 81  | 9             | 11            | 20            | 6             | —             | —  | —        | —        | —        |          |          |
| 2016–17     | Columbus Blue Jackets | NHL         | 81  | 6             | 19            | 25            | 10            | 5             | 2  | 1        | 3        | 0        |          |          |
| 2017–18     | Vegas Golden Knights  | NHL         | 82  | 43            | 35            | 78            | 12            | 20            | 7  | 8        | 15       | 2        |          |          |
| 2018–19     | Vegas Golden Knights  | NHL         | 82  | 24            | 32            | 56            | 16            | 7             | 2  | 3        | 5        | 2        |          |          |
| 2019–20     | Vegas Golden Knights  | NHL         | 63  | 15            | 31            | 46            | 16            | 20            | 4  | 6        | 10       | 0        |          |          |
| 2020–21     | Vegas Golden Knights  | NHL         | 56  | 14            | 25            | 39            | 4             | 19            | 4  | 12       | 16       | 2        |          |          |
| 2021–22     | Vegas Golden Knights  | NHL         | 67  | 12            | 23            | 35            | 10            | —             | —  | —        | —        | —        |          |          |
| 2022–23     | Vegas Golden Knights  | NHL         | 82  | 14            | 39            | 53            | 10            | 22            | 11 | 6        | 17       | 2        |          |          |
| 2023–24     | Vegas Golden Knights  | NHL         | 70  | 30            | 30            | 60            | 22            | 7             | 0  | 2        | 2        | 0        |          |          |
| 2024–25     | Vegas Golden Knights  | NHL         | 53  | 9             | 20            | 29            | 4             | 11            | 3  | 3        | 6        | 0        |          |          |
| SHL celkově | SHL celkově           | SHL celkově | 105 | 19            | 46            | 65            | 26            | 13            | 3  | 6        | 9        | 8        |          |          |
| NHL celkově | NHL celkově           | NHL celkově | 738 | 179           | 267           | 446           | 110           | 111           | 33 | 41       | 74       | 8        |          |          |

## Reprezentace
| Rok                            | Tým                            | Soutěž                         | Z  | G | A | B | TM |
| ------------------------------ | ------------------------------ | ------------------------------ | -- | - | - | - | -- |
| 2011                           | Švédsko 18                     | MS18                           | 6  | 2 | 3 | 5 | 6  |
| 2012                           | Švédsko 20                     | MSJ                            | 6  | 1 | 1 | 2 | 0  |
| 2013                           | Švédsko 20                     | MSJ                            | 6  | 0 | 2 | 2 | 2  |
| 2017                           | Švédsko                        | MS                             | 10 | 1 | 2 | 3 | 0  |
| Juniorská reprezentcae celkově | Juniorská reprezentcae celkově | Juniorská reprezentcae celkově | 18 | 3 | 6 | 9 | 8  |
| Seniorská reprezentace celkově | Seniorská reprezentace celkově | Seniorská reprezentace celkově | 10 | 1 | 2 | 3 | 0  |